# کمیته ملی آبیاری و زهکشی ایران

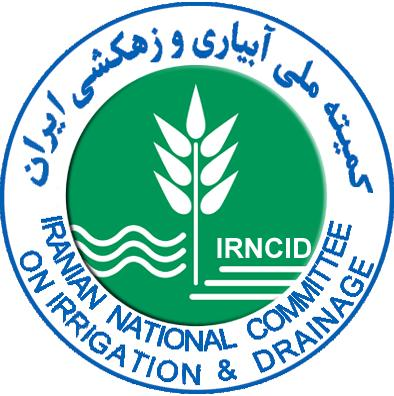

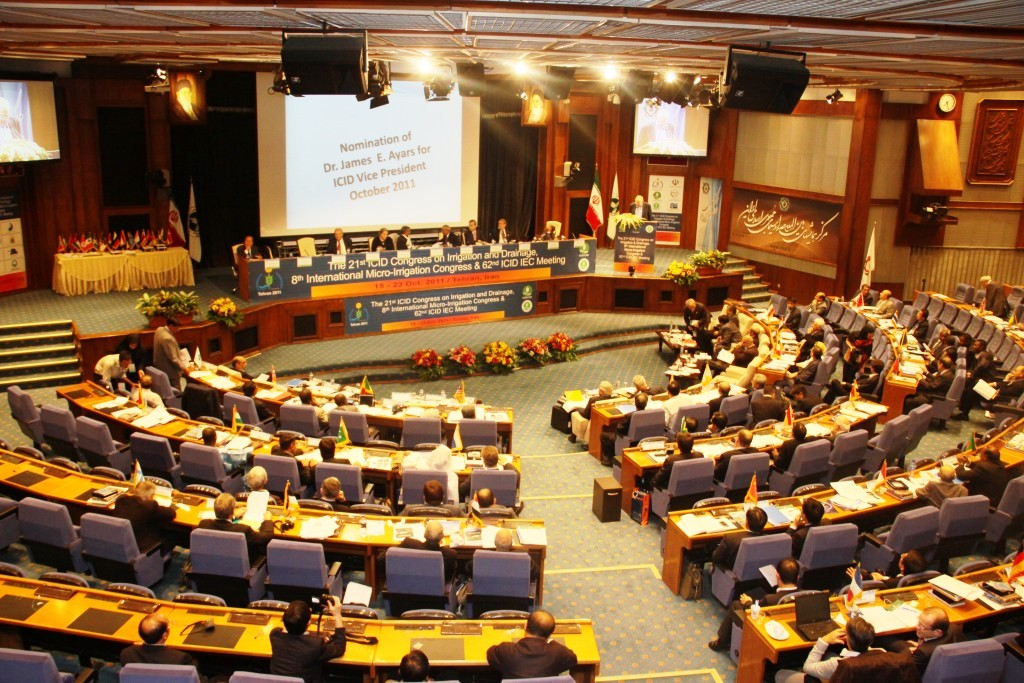
بيست و يكمين كنگره بين‌المللي آبياري و زهكشي، هشتمين كنگره بين‌المللي آبياري ميكرو و شصت و دومين نشست سالانه كميسيون بين‌المللي آبياري و زهكشي بود که همزمان با چند نشست بين‌المللي ديگر در آبان‌ماه 1390 در تهران برگزار گرديد.

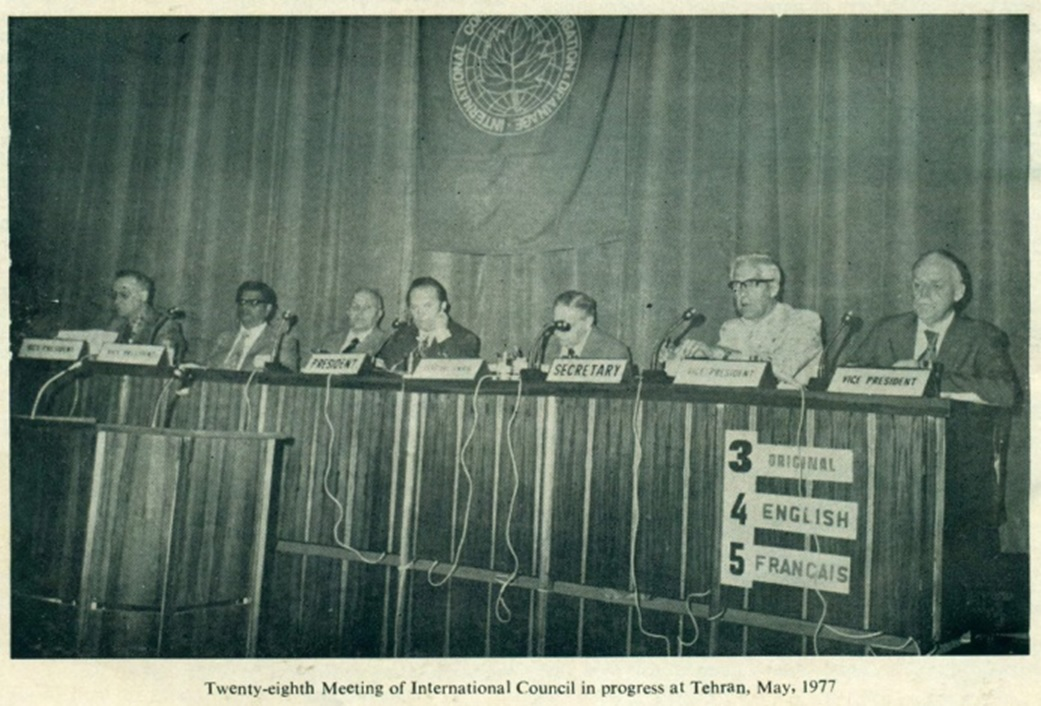
Twenty-eighth Meeting of International Council at Tehran, May, 1977

کمیته ملی آبیاری و زهکشی ایران (به انگلیسی: Iranian National Committee on Irrigation & Drainage (IRNCID)) با هدف اشاعه علوم و دانش فنی، توسعه و کاربرد فنون در بخش آبیاری و زهکشی در سال ۱۳۴۷ در ایران ایجاد شده‌است. در ۱۰۶ کشور جهان از کشورهای پیشرفته تا در حال توسعه کمیته ملی آبیاری و زهکشی دایر می‌باشد.

## تاریخچه
کشور ایران در سال ۱۳۳۴ طبق پیشنهاد بنگاهٔ مستقل آبیاری سابق به عضویت کمیسیون بین‌المللی آبیاری و زهکشی درآمد ولی عملاً تا سال ۱۳۴۶ فعالیت چندانی نداشت و علت آن هم قانونی نبودن این عضویت و عدم تشکیل کمیته ملی آبیاری و زهکشی در ایران بود، زیرا یکی از شروط مهم عضویت در این کمیسیون بین‌المللی، تشکیل کمیته در سطح ملی می‌باشد. در سال ۱۳۴۷ قانون تشکیل کمیته ملی آبیاری و زهکشی به تصویب مجلسین رسید و آئین‌نامه و سازمان کمیته مذکور پس از تصویب هیئت وزیران به وزارت آب و برق سابق ابلاغ گردید. در سال ۱۳۶۳ اساسنامه این کمیته ملی توسط هیئت دولت بازبینی و مورد تصویب مجدد قرار گرفته‌است.

## ارکان کمیته
ارکان کمیته شامل شورای‌عالی، هیئت اجرایی، گروه‌های کار فنی و دبیرخانه کمیته می‌باشد.
شورای‌عالی کمیته ملی آبیاری و زهکشی ایران بر اساس مفاد اساسنامه مصوب هیئت وزیران به‌عنوان بالاترین مرجع سیاست‌گذاری و برنامه‌ریزی این کمیته می‌باشد که اعضای آن متشکل از یک نفر از نمایندگان وزارت نیرو، وزارت جهاد کشاورزی، وزارت علوم، تحقیقات و فناوری، سازمان مدیریت و برنامه‌ریزی و جامعه مهندسان مشاور ایران می‌باشد.

## کمیته‌های منطقه‌ای
دبیرخانه این کمیته ملی در تهران مستقر می‌باشد و در استانها و مناطق گیلان، مازندران، خراسان، زاینده‌رود، آذربایجان شرقی، آذربایجان غربی، کرمان، کرمانشاه، خوزستان، سمنان، قزوین و اردبیل کمیته منطقه‌ای آبیاری و زهکشی دایر می‌باشد. 

## جايگاه‌‌ كميته ملي آبياري و زهكشي ايران در سطح‌ بين‌المللي‌
کمیسیون بین‌المللی آبیاری و زهکشی با هدف شناسایی و تقدیر از فعال‌ترین کمیته‌های ملی عضو، هر سه سال یکبار و همزمان با برگزاری کنگره‌های بین‌المللی، اقدام به ارزیابی عملکرد ۱۰۶ کمیته‌های ملی عضو می‌نماید. براساس سومین دوره ارزیابی عملکرد کمیته‌های ملی که برای سال‌های ۲۰۰۵ لغایت ۲۰۰۸ انجام گردید، کمیته ملی آبیاری و زهکشی ایران برای اولین بار به‌عنوان بهترین و فعال‌ترین کمیته انتخاب شد و به همین مناسبت در حاشیه بیست و یکمین کنگره بین‌المللی آبیاری و زهکشی که در لاهور پاکستان برگزار شد، به‌طور رسمی تندیس و لوح افتخار به کمیته ملی ایران اهدا گردید. همچنین کمیته ملی آبیاری و زهکشی ایران برای سه بار دیگر در سال‌های ۲۰۱۴ و ۲۰۲۰ و ۲۰۲۳ مجدداً بعنوان كميته ملي برتر در ميان اعضا كميسيون بين‌المللي آبياري و زهكشي انتخاب گرديد.
كانديداهاي ايران شش بار بعنوان نايب رئيس كميسيون بين‌المللي آبياري و زهكشي و يكبار نيز بعنوان رئيس (سال ۲۰۱۴ تا ۲۰۱۷) انتخاب گرديده است. در حال حاضر متخصصين ايراني در گروه‌های كار فني كميسيون بين‌المللي آبياري و زهكشي عضويت دارند. 
یکی از رویدادهای مهم با ميزباني كميته ملي آبياري و زهكشي ايران بيست و يكمين كنگره بين‌المللي آبياري و زهكشي، هشتمين كنگره بين‌المللي آبياري ميكرو و شصت و دومين نشست سالانه كميسيون بين‌المللي آبياري و زهكشي بود که همزمان با چند نشست بين‌المللي ديگر در آبان‌ماه ۱۳۹۰در تهران برگزار گرديد. 